# Llibre de la Terra
El Llibre de la Terra ( en àrab: كتاب الارض transcrit: Kitab al-Arid) és un text funerari de l'antic Egipte que també s'ha batejat com a La creació del disc solar i Llibre d'Aker. El llibre apareix principalment a les tombes de Merneptah, Tausret, Ramsès III, Ramsès VI, i Ramsès VII i és homòleg del Llibre de les Cavernes.
Els personatges centrals de la història són Osiris, Re i Ba; la trama tracta sobre el viatge del Sol a través del déu de la Terra, Aker.